# جرارد مارینو
جرارد مارینو (انگلیسی: Gerard Marino؛ زادهٔ ۱ آوریل ۱۹۶۸) موسیقی‌دان اهل ایالات متحده آمریکا است.بیشتر آثار او به سری بازی خدای جنگ کمک کرده است.